# Плотников, Вадим Владимирович
Вадим Владимирович Плотников (род. 11 октября 1975, Уфа) — российский хоккеист, нападающий, мастер спорта России. Детский тренер.

## Биография
Воспитанник «Салавата Юлаева», тренер Владимир Воробьёв.
В сезоне 1991/92 дебютировал в команде второй лиги «Авангард» Уфа, со следующего сезона стал выступать за «Новойл». В сезонах 1994/95 — 1997/98 играл также за «Салават Юлаев». Выступал вместе с братом-близнецом Алексеем. Завершил карьеру в 23 года.
Трехкратный бронзовый призёр чемпионата России.
Доцент, автор более 70 научно-методических статей и учебных пособий. Кандидат педагогических наук.